# Fondation Jean-et-Jeanne-Scelles
La Fondation Jean-et-Jeanne-Scelles, couramment appelée Fondation Scelles, a pour but d'agir sur les causes et les conséquences de la prostitution en vue de sa disparition. Elle estime que la prostitution est une atteinte aux droits humains d’égalité, de dignité ainsi qu'une source de violences sociales et personnelles. Créée en 1993 par Jean Scelles et Jeanne Scelles-Millie, elle est reconnue d'utilité publique depuis 1994.

## Historique et activités

### Origine et création
Créée en 1993 par les époux Scelles, cette fondation lutte contre la prostitution sous ses différentes formes. Elle s'est donné la charge de faire diminuer l'exploitation sexuelle dans les différents pays du monde. Elle est reconnue d'utilité publique depuis 1994.
Pour les besoins de son action, elle crée et gère un organisme documentaire spécialisé, le Centre de recherches internationales et de documentation sur l'exploitation sexuelle (CRIDES), d'importante réputation. En 2000, six ans après sa création, ce centre rassemble plus de 4 000 documents.

### Activités et positionnement
À l’instar du Mouvement du Nid, la Fondation Scelles adopte une position abolitionniste ferme à l’égard de la prostitution. Selon l’analyse de Marina Della Giusta et Vanessa Munro, elle présente les personnes prostituées comme des victimes, souvent associées à des situations de solitude et de détresse.
La Fondation Scelles et son centre documentaire, le CRIDES, publient régulièrement des dossiers et rapports à destination des décideurs, des médias et de l’opinion publique internationale. Le deuxième dossier, publié en septembre 1999, est intitulé Les lois pénales internationales : un moyen de lutte contre l’exploitation sexuelle des enfants.
En 2014, la Fondation Scelles publie le troisième rapport mondial sur l’exploitation sexuelle dans le monde, intitulé Exploitation sexuelle, une menace qui s'étend. Ce rapport met en lumière l’ampleur des revenus générés par ce trafic, l’organisation pyramidale des réseaux, leur répartition sectorielle, les circuits de recrutement, les infrastructures impliquées (hôtellerie, sites internet), ainsi que le rôle de certaines autorités complices et les phénomènes de corruption passive et active dans différents pays.

### Observatoire international de l’exploitation sexuelle
L’Observatoire international de l’exploitation sexuelle est un organe de veille informationnelle et d’analyse mis en place par la Fondation Scelles. Il a pour mission de collecter, centraliser et analyser les données relatives à la prostitution à l’échelle mondiale. L’observatoire s’appuie sur des sources institutionnelles, universitaires, médiatiques et issues du terrain pour produire une information actualisée. Ses travaux alimentent les publications de la fondation, notamment le Rapport mondial sur l’exploitation sexuelle, et visent à éclairer les décideurs, les acteurs associatifs et le grand public sur l’évolution des phénomènes liés à l’exploitation sexuelle commerciale[réf. nécessaire].

## Missions et organisation
Trois missions principales découlent de son objet social :
- Connaître l’exploitation sexuelle commerciale : la fondation s’est dotée d’un observatoire chargé de collecter des données et des informations sur ce phénomène à l’échelle mondiale.

- Comprendre l’exploitation sexuelle commerciale : elle favorise une approche pluridisciplinaire et publie des fiches thématiques, des ouvrages et des supports audiovisuels en s’appuyant sur les travaux de juristes, sociologues, associations de terrain ou encore membres des forces de l’ordre.

- Combattre l’exploitation sexuelle commerciale : elle mène des actions de plaidoyer auprès des responsables politiques, aux niveaux local, national et européen, et organise des actions de prévention et de sensibilisation, notamment sous forme de conférences.

### Organisation
La Fondation Scelles, reconnue d’utilité publique, est dirigée par un conseil d’administration. Depuis le 5 octobre 2010, sa présidence est assurée par Yves Charpenel. Elle a auparavant été présidée par l’ancienne ministre Nicole Fontaine. Les activités quotidiennes de la fondation sont coordonnées par une équipe de permanents, dont le siège est situé à Paris.

### Liste des présidents successifs
- 1994-1996 : Jean Scelles, ancien résistant, militant chrétien ;
- 1996-2004 : Philippe Scelles ;
- 2004-2006 : Nicole Fontaine, ancienne présidente du Parlement européen, ancienne ministre ;
- 2006-2010 : Philippe Scelles ;
- 2010-2019 : Yves Charpenel, , ancien magistrat (ancien premier avocat général à la Cour de cassation).
- depuis juin 2019 : Yves Scelles

## Publications

### Les Cahiers de la Fondation
- Mineur·e·s proxénètes, Fondation Scelles, Coll. « Les Cahiers de la Fondation », juin 2021.
- Exploitation et violences sexuelles en temps de conflits armés, Fondation Scelles, Coll. « Les Cahiers de la Fondation », janvier 2022.
- Pornographie : Système prostitutionnel industriel filmé, Fondation Scelles, Coll. « Les Cahiers de la Fondation », septembre 2022.
- Prostitution à l’ère du numérique : vers une redéfinition de la prostitution ?, Fondation Scelles, Coll. « Les Cahiers de la Fondation », avril 2023.
- Revue de l’actualité internationale de la prostitution 2022, Fondation Scelles, juin 2023.
- Vade-mecum des infractions sexuelles sur mineur·e·s : comprendre la loi, Fondation Scelles, Coll. « Les Cahiers de la Fondation », décembre 2024.